# Маврово (курорт)
Вижте пояснителната страница за други значения на Маврово.
Маврово (на македонска литературна норма: Маврово) е ски курорт в Северна Македония. Той се намира край Мавровското езеро и е в района на национален парк Маврово, Гостиварско, в един от най-чистите в екологично отношение региони на страната. Курортът е разположен по склоновете на планината Бистра. Изградени са няколко хотела, които въпреки слаборазвития туризъм в Северна Македония привличат с цени, близки до тези в Скопие, с красивата природа и възможността за спорт и риболов. Ски-пистите започват от 1960 м н.в. и завършват на 1250 м. Съоръженията позволяват обслужването на над 5000 скиори на час.